# Derbidia perelegans
Derbidia perelegans är en skalbaggsart som beskrevs av Leon Fairmaire 1901. Derbidia perelegans ingår i släktet Derbidia och familjen långhorningar.
Artens utbredningsområde är Madagaskar. Inga underarter finns listade i Catalogue of Life.